# Gewöhnlicher Strandflieder
Der Gewöhnliche Strandflieder (Limonium vulgare), auch Halligflieder genannt, ist eine Pflanzenart aus der Gattung Strandflieder (Limonium) innerhalb der Familie der Bleiwurzgewächse (Plumbaginaceae). Strandflieder ist nur ein Trivialname und er ist nicht näher mit dem Flieder (Syringa) verwandt.

## Beschreibung

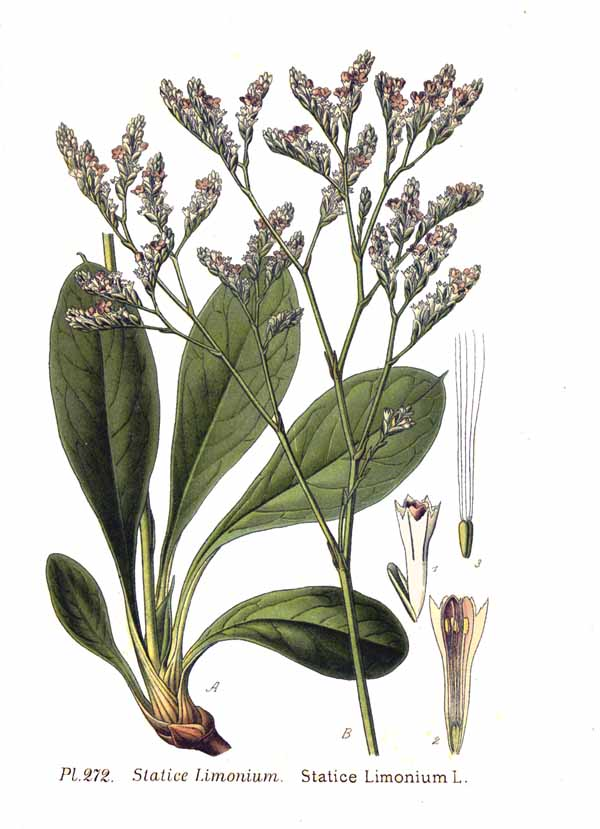
Illustration

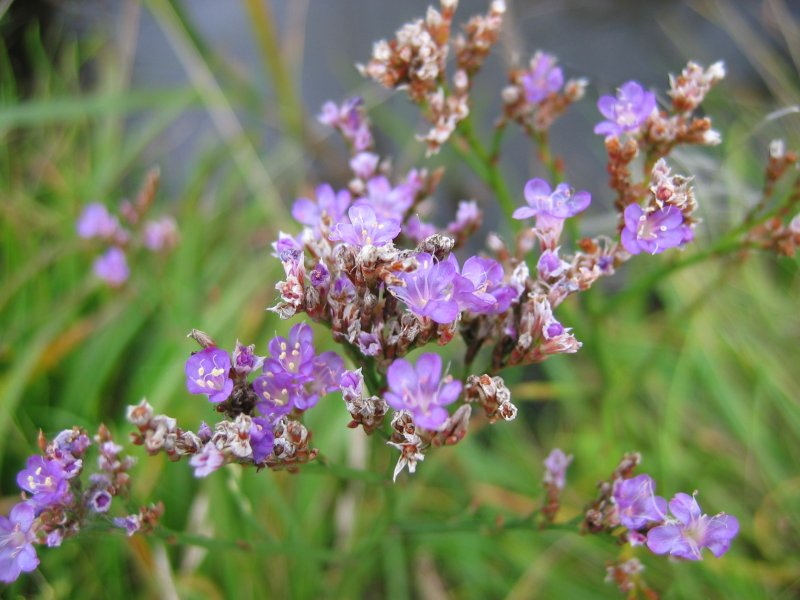
Detail des Blütenstandes

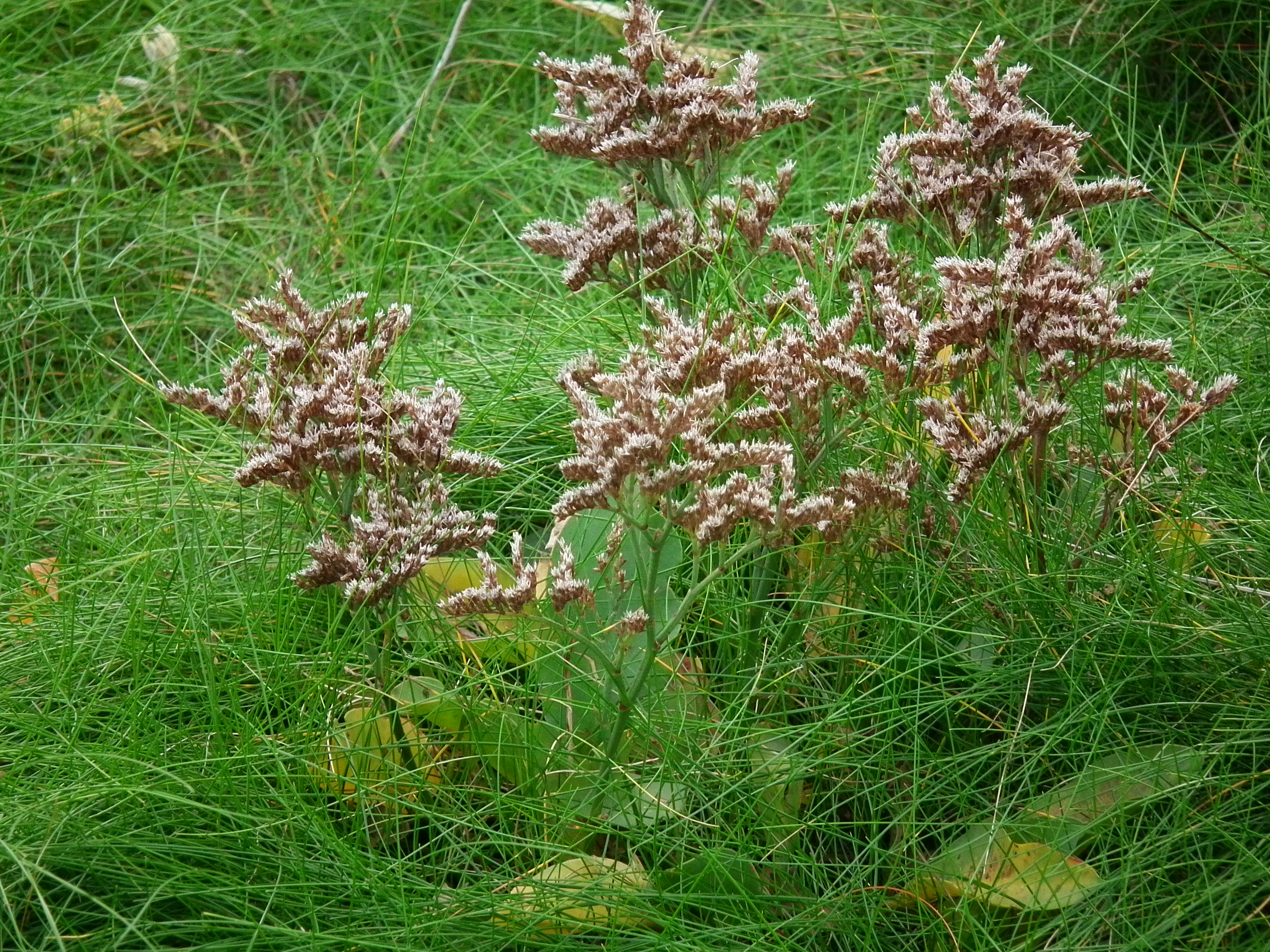
Gewöhnlicher Strandflieder fruchtend

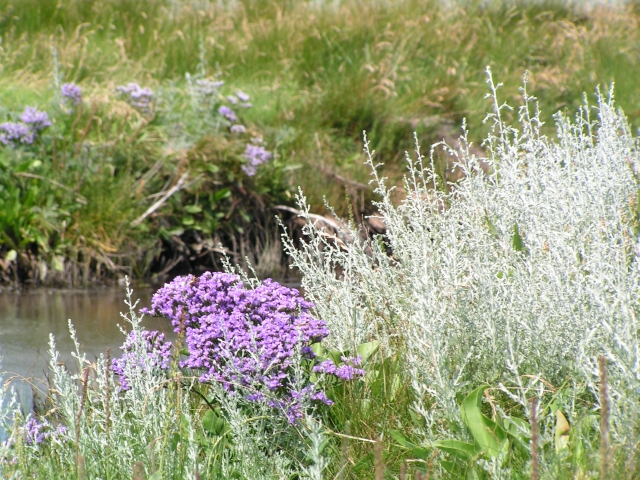
Der Gewöhnliche Strandflieder im Habitat

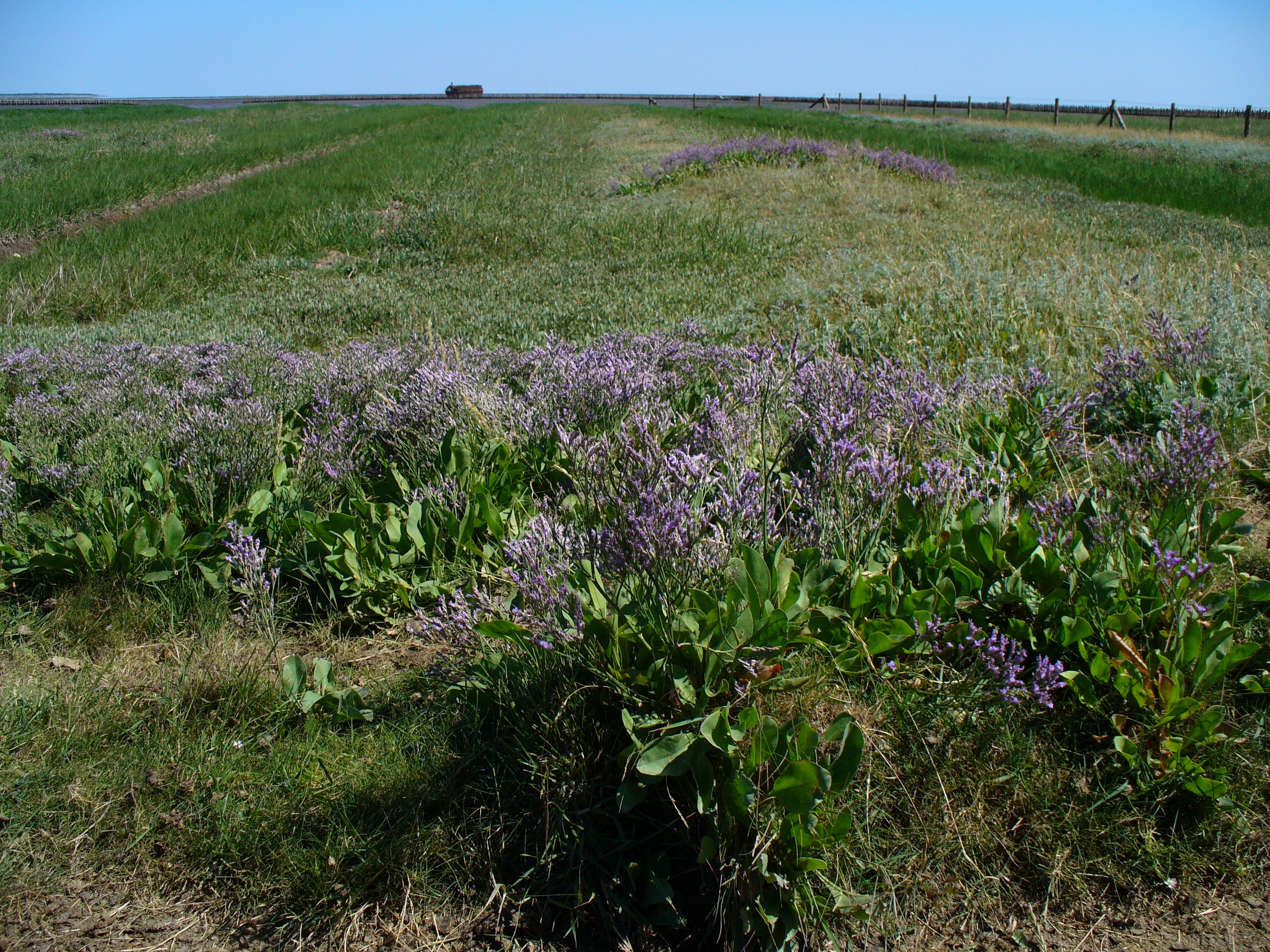
Gewöhnlicher Starnflider in Salzwiesen

### Vegetative Merkmale
Der Gewöhnliche Strandflieder ist eine sommergrüne, ausdauernde krautige Pflanze, die Wuchshöhen von 20 bis 50 Zentimetern erreicht. Die aufrechten Stängel sind verzweigt. Sie besitzt einen dicken, knorrigen, innen oft roten und oberwärts von dunkelbraunen Blattresten umhüllten „Wurzelstock“, der früher als „rote Behenwurzel“ bezeichnet wurde.
Die Laubblätter stehen in einer grundständigen Rosette zusammen. Die etwas ledrige, hellgrüne, ganzrandige Blattspreite ist bei einer Länge von 10 bis 15 Zentimetern sowie einer Breite von 1,5 bis 4 Zentimetern verkehrt-eiförmig mit spitz zulaufendem oberen Ende. Die Blattspreite ist allmählich in den am Grund scheidig verbreiterten Stiel verschmälert. Die Blattspreite ist immergrün, knorpelrandig und oft von den vorgewölbten Schleimdrüsen uneben.

### Generative Merkmale
Die Blütezeit erstreckt sich von August bis September. Es entwickelt sich meist nur ein Blütenstand pro Blattrosette. Die sitzenden Blüten sind in einseitswendigen, schirmrispigen, ährigen Blütenständen angeordnet. Die Teilblütenstände sind lockere oder dichte Schraubel aus ein- bis dreiblütigen, kurzen Wickeln mit je drei unterwärts krautigen, oberwärts schmal trockenhautrandigen und zugespitzten, meist farblosen oder hell bräunlichen bls bläulichen Tragblättern.
Die zwittrige Blüte ist fünfzählig mit doppelter Blütenhülle. Der röhrige Kelch ist im trockenen Zustand trockenhäutig, abstehend behaart mit trichterförmigem, häutigem, kahlem weißlich bis helllila gefärbtem Saum mit fünf großen dreieckigen Kelchzipfeln. und dient der reifen Frucht als Ausbreitungsorgan. Die fünf meist blassblau- oder pink-violett, selten weiß gefärbten Kronblätter sind miteinander verwachsen. Es ist nur ein Kreis mit fünf Staubblättern vorhanden. Fünf Fruchtblätter sind zu einem oberständigen, einfächrigen Fruchtknoten verwachsen; er besitzt eine grundständige Samenanlage. Sowohl die Narben als auch der Pollen weisen einen Dimorphismus auf.
Die relativ kleine Nussfrucht ist vom Kelch umschlossen. Der trockenhäutige Blütenkelch bildet einen speziellen Saum, der als Flugapparat für die Nussfrucht dienen kann.
Die Chromosomenzahl beträgt 2n = 32.

## Ökologie
Wie für einen Hemikryptophyten typisch liegen die Erneuerungsknospen in Höhe der Erdoberfläche.
Als Anpassung an den Standort Salzwiese verfügt die Blattepidermis über spezielle auf Salzausscheidung spezialisierte Drüsen, über die durch Durchtrittsporen überflüssige Salze ausgeschieden werden können. Die aktive Salzausscheidung über Absalzdrüsen bewirkt, dass die Salzanreicherung in den Blättern bestimmte Grenzwerte nicht überschreitet. Die Epidermis des Gewöhnlichen Strandflieders enthält pro cm² Blattoberfläche bis zu 3000 Absalzdrüsen, wobei pro Salzdrüse bis zu 0,5 ml Salzlösung in der Stunde nach außen transportiert werden kann. Diese Strategie bedeutet für die Pflanze einen hohen Energieaufwand, da die Ionen aktiv gegen ein osmotisches und elektrisches Gefälle in die Drüsen befördert werden müssen. Salzausscheidung durch Absalzdrüsen wird innerhalb der Fähigkeit der Salzresistenz von Salzpflanzen zu den salzregulierenden Strategien gezählt und in dieser Gruppe den salz-eliminierenden Mechanismen zugeordnet.
Der Gewöhnliche Strandflieder wird von Dipteren, Apiden, Käfern und Wanzen bestäubt. Auch Selbstbestäubung führt gelegentlich zum Fruchtansatz.
Im Herbst werden Diasporen, die aus  den kleinen Nussfrüchten mit trockenhäutigen Saum des Blütenkelchs, der als Flugapparat für die Nussfrucht dienen kann, bestehen, durch den Wind ausgebreitet.
Der gewöhnliche Strandflieder ist in Mitteleuropa die einzige Wirtspflanze des Halligflieder-Spitzmausrüsslers (Pseudaplemonus limonii), einem Rüsselkäfer.
Auch die Raupe des Salzwiesen-Kleinspanners (Scopula emutaria) ernährt sich nur von Gewöhnlichem Strandflieder. Aufgrund ihrer besonderen Biotopansprüche weist die Art eine geringe Bestandsdichte auf und ist in Deutschland nur noch im Küstenbereich der Nordseeinseln Amrum und Sylt sicher nachgewiesen.
Auf den Blättern treten die Pilze Uromyces limonii und Erysibe polygoni auf.

## Vorkommen und Schutz
Limonium vulgare ist in Makaronesien und Europa verbreitet. Es gibt Fundortangaben für die Azoren, Portugal, Gibraltar, Spanien, Andorra, Monaco, Frankreich, die Kanalinseln, das Vereinigte Königreich, Dänemark, Schweden, Belgien, Luxemburg, die Niederlande, Deutschland, Italien, Sardinien, Sizilien, Korsika, Malta, Albanien, Bulgarien, Rumänien, Griechenland, Kreta, Karpathos und den europäischen Teil der Türkei.
Der Gewöhnliche Strandflieder ist eine kennzeichnende Pflanzenart der Salzwiesen. Sein Hauptvorkommen besitzt er in Salzpflanzenfluren. Er kann auch in Spalten im Spritzwasserbereich der Küstenschutzbauten vorkommen. Er bevorzugt salzhaltige, sandige, tonige oder schlickige Böden. In Deutschland kommt er nur an den Küsten und den vorgelagerten Inseln der Nord- und Ostseeküste  vor (Niedersachsen, Schleswig-Holstein, Mecklenburg-Vorpommern). Die bei Flut überschwemmten Quellerbestände der Watten und sonstigem Außendeichgelände besiedelt er nur an deren oberem Gürtel, der sogenannten Schorre der vlämischen Küste. Limonium vulgare ist die Kennart der Pflanzengesellschaft des Plantagini-Limonietum aus dem Verband Puccinellion maritimae.
Wegen seiner auffälligen Blütenstände, die sich gut trocknen und in Trockensträußen verarbeiten lassen, ist er von Touristen ausgiebig gepflückt worden, wodurch er in seinem Bestand gefährdet ist. Deswegen steht er unter Anlage 1 zur Bundesartenschutzverordnung (BArtSchV) Artenschutz, besonders geschützt. Derzeit sind seine Bestände durch das Brachfallen und die ausbleibende Überflutung von Salzwiesen und Marschen bedroht. Deshalb wird die Pflanze auch in der Roten Liste der Gefäßpflanzen Deutschlands als „gefährdet“ eingestuft.
Die Verbreitung des Gewöhnlichen Strandflieders ist auf die litoralen, meeresnahen Bereiche von Europa beschränkt, wo seine Bestandsentwicklung derzeit konstant ist. 

## Taxonomie
Die Erstveröffentlichung von Limonium vulgare erfolgte 1768 durch Philip Miller in The Gardeners Dictionary: ..., 8. Auflage Limonium no. 1. Synonyme für Limonium vulgare Mill. sind: Statice limonium L., Statice behen Drejer.